# Sakine Cansiz
Sakine Cansiz (orthographié en kurde Sakîne Cansiz, en turc Sakine Cansız, [saˈkine ˈdʒɑnsɯz]), née le 12 février 1958 dans l'actuelle province de Tunceli au Kurdistan de Turquie  et assassinée à Paris 10e le 10 janvier 2013,, est une militante kurde de nationalité turque, et l'une des fondatrices du Parti des travailleurs du Kurdistan (PKK).

## Biographie

### Membre fondatrice du PKK
Née à Tunceli (Dêrsim) dans une famille fortement imprégnée de la culture alévite, elle fait des études secondaires.  Après avoir terminé le lycée, elle se rend plusieurs fois, en 1975 et 1976, à Ankara pour y rencontrer des étudiants originaires de sa région, comme Ali Haydar Kaytan. Elle y fait la connaissance de ceux qui se désignent alors simplement comme les « révolutionnaires du Kurdistan » (Kürdistan devrimcileri), réunis autour d'Abdullah Öcalan, qu'elle rencontre alors. En 1977, elle commence à participer aux activités de l’embryon d’organisation. Quand il est décidé d'envoyer des groupes dans les villes du Kurdistan pour enquêter, organiser des réunions et établir des liens, elle est affectée, en compagnie de Kesire Yıldırım, à la ville d'Elazig. Début 1978, elles y organisent une réunion publique menée par Abdullah Öcalan.
Les 26 et 27 novembre 1978, elle participe au congrès fondateur du Parti des travailleurs du Kurdistan, dans le petit village de Fis (district de Lice, province de Diyarbakir). Parmi les délégués, on dénombre deux femmes : elle-même et Kesire Yıldırım, alors mariée à Öcalan.

### Détention à Diyarbakir
En 1979, elle est arrêtée à Elazig,. Elle est jugée et condamnée à 24 ans de prison. Face au tribunal, elle ne donne aucune information sur l'organisation et adopte une défense politique, dont le texte atteint 300 pages. Elle est aussi la première femme du PKK à choisir la stratégie de défense politique face au tribunal. Sa peine est portée à 76 ans après qu'elle s'est exprimée en kurde devant le tribunal,. En 1982, elle parvient à s'évader toute seule de la prison de Malatya, mais est reprise quelques jours plus tard. Elle est ensuite envoyée à la prison centrale de Diyarbakır, connue pour les méthodes de torture particulièrement impitoyables qui y sont alors appliquées. Elle-même passe pour avoir subi des tortures particulièrement brutales dont l'ablation des deux mamelons et craché à la figure de son tortionnaire. Elle participe à la résistance des prisons lancée en 1982 par Mazlum Dogan. Elle passe douze ans en prison,,,.

### Libération et activités depuis 1990
Libérée en 1990, elle se rend à l'Académie militaire Mahsum Korkmaz, le principal centre de formation du PKK, établi dans la Bekaa libanaise. Là, elle participe à la « Conférence des prisons » (Cezaevi konferansı) organisée du 23 au 28 août 1991 à l'initiative d'Abdullah Öcalan, et à laquelle participent aussi d'autres dirigeants et fondateurs du PKK également libérés des geôles turques. Au cours de cette conférence, elle est mise aux arrêts en raison de sa liaison avec Mehmet Şener, un ancien cadre ayant déserté l'Académie. Après avoir fait son autocritique, elle est réintégrée dans le cursus de l'Académie.
Elle est ensuite envoyée au camp de Zelê, au Kurdistan irakien, où elle est chargée de l'organisation féminine de troupes de guérilla.

### Représentante du PKK en Europe
En 1992, elle est envoyée en Europe, où elle exerce différentes responsabilités en France et en Allemagne. Elle retourne ensuite dans les camps du PKK au Kurdistan irakien, où elle passe six ans. En 1998, elle est à nouveau envoyée en Europe, et la France lui accorde le statut de réfugiée politique.
En 2007, les autorités américaines l'identifient comme l'un des principaux collecteurs de fonds du PKK en Europe et réclament son arrestation,. Elle est alors arrêtée à Hambourg. La Turquie demande immédiatement son extradition, mais elle est remise en liberté, la Cour de Hambourg concluant à l'insuffisance de preuve.

## Assassinat

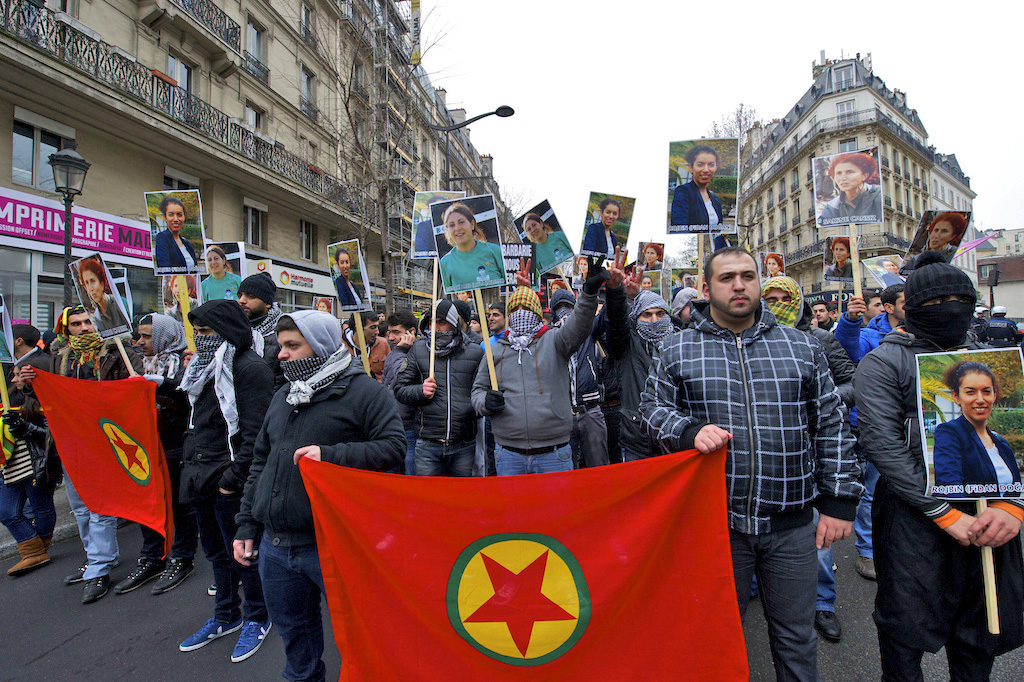
Manifestation de janvier 2013 à Paris demandant justice pour le triple assassinat des militantes kurdes Sakine Cansiz, Fidan Doğan et Leyla Söylemez.

Elle est assassinée à Paris dans les locaux du centre d'information du Kurdistan, au 147 rue La Fayette, dans le Xe arrondissement dans la nuit du 9 au 10 janvier 2013 avec deux autres militantes kurdes, Fidan Doğan et Leyla Söylemez. Dès le départ, selon la justice française, les soupçons se portent sur les services secrets turcs, le MİT. L'assassin présumé, Omer Güney est un Turc de 34 ans, qui avait travaillé en tant qu'agent d'entretien à l'aéroport de Paris-Charles-de-Gaulle. Surtout, il est le chauffeur et l’homme à tout faire des trois victimes. Lors de l'enquête, les experts le désignent comme un « familier » et un « professionnel ». Un reportage de TF1 montre qu’après l'assassinat il est l'une des premières personnes accourues au pied de l’immeuble.
Quelques mois après ces assassinats, un enregistrement audio d’une conversation entre Ömer Güney et des agents des services secrets turcs (MIT), ainsi que des notes, sont mis en ligne anonymement. Omer Güney avait également des photos de centaines de militants kurdes dans son téléphone .
La juge Jeanne Duyé est chargée de l’enquête. En septembre 2013, l'ordinateur de la magistrate est volé à son domicile lors d’un étrange cambriolage. De plus, un projet d'évasion d'Omer Güney est déjoué. Celui-ci incarcéré depuis le 21 janvier 2013 près de Paris, aurait compté s'évader «avec l'aide d'un membre du MIT». La magistrate, au-delà d'une possible implication des services secrets turcs, n'a pas réussi à établir qui étaient les commanditaires, ni s'ils avaient agi « avec l'aval de leur hiérarchie » ou « à l'insu de leur service afin de le discréditer ou de nuire au processus de paix » entamé à l'époque entre Ankara et le PKK .
Le 13 décembre 2016, Ömer Güney est transporté d’urgence du centre pénitentiaire de Fresnes à l'hôpital de la Salpêtrière. Depuis longtemps atteint d’un cancer du cerveau, il a été contaminé par la légionellose et meurt d’une pneumonie le 17 décembre soit cinq semaines avant le début de son procès,.
Metin, le frère de Sakine Cansiz, tient la France pour responsable : « ma sœur a été tuée sur le sol français et celui qui a tué ma sœur est mort en prison, empêchant le procès d'avoir lieu ».